# Boroñes (Laviana)

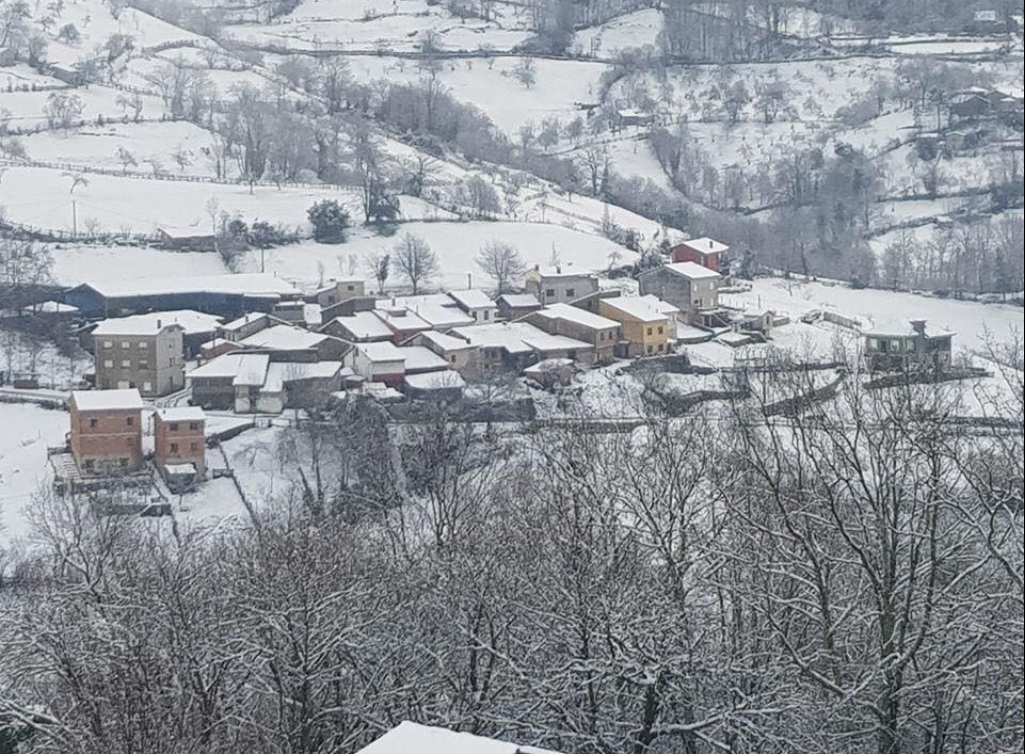
Gran nevada en febrero de 2018.

Boroñes es un pueblo de la parroquia del Condado, perteneciente al concejo asturiano de Laviana, en España. Se asienta en un valle que desciende desde las faldas de Peñamayor hasta el río Nalón.
Se encuentra a unos 411 metros sobre el nivel del mar, en la margen derecha del río Nalón, dista 7,3 km de Pola de Laviana, la capital del concejo. Pueblo minero y ganadero, es célebre por sus fiestas de Santa Rita y su gran actividad vecinal, pese a su pequeño tamaño. El gentilicio de los vecinos de Boroñes procede de hace siglos, a los que llaman ″Papúos”.
Entre sus aproximadas 27 viviendas, el pueblo cuenta con un centro social a cargo de la Comisión de Festejos de Santa Rita también cuenta con una capilla presidida por Santa Rita. En el pueblo también se pueden encontrar cuatro hórreos y dos paneras, a 1,1 kilómetros se encuentra un molino en ruinas, conocido como Molín de Curuxeo.
El pueblo cuenta con sus fiestas patronales el fin de semana posterior al 22 de mayo, festejando Santa Rita, llegando a ser la segunda ″fiesta de prao″ del año, habiendo sido la primera durante muchas décadas en la cuenca asturiana del Nalón. Su festividad desde 1995 nunca ha sido interrumpida la cual la hace una fiesta especial, en mayo de 2020, con motivo del COVID-19 han tenido que suspender la festividad de tal año después de veinticinco años ininterrumpidos de fiestas. 
Destacar de esta parroquia el denominado Torreón en el Condado, de estilo bajomedieval, el cual ha tenido varias reformas y modificaciones. También destacar la casona de los Menéndez, en La Aldea.
| Nº de Vecinos/Habitantes (2019)               | La Ferrera | La Xerra/Sierra | Boroñes | La Aldea | El Condao | TOTAL |
| --------------------------------------------- | ---------- | --------------- | ------- | -------- | --------- | ----- |
| VERANO (julio-septiembre)                     | 86         | 23              | 48      | 6        | 468       | 631   |
| NO VERANO (enero-julio / septiembre-diciembre | 74         | 11              | 22      | 3        | 442       | 552   |

- Datos: Q56377691